# Stenagrotis
Stenagrotis là một chi bướm đêm thuộc họ Noctuidae.